# Lisao

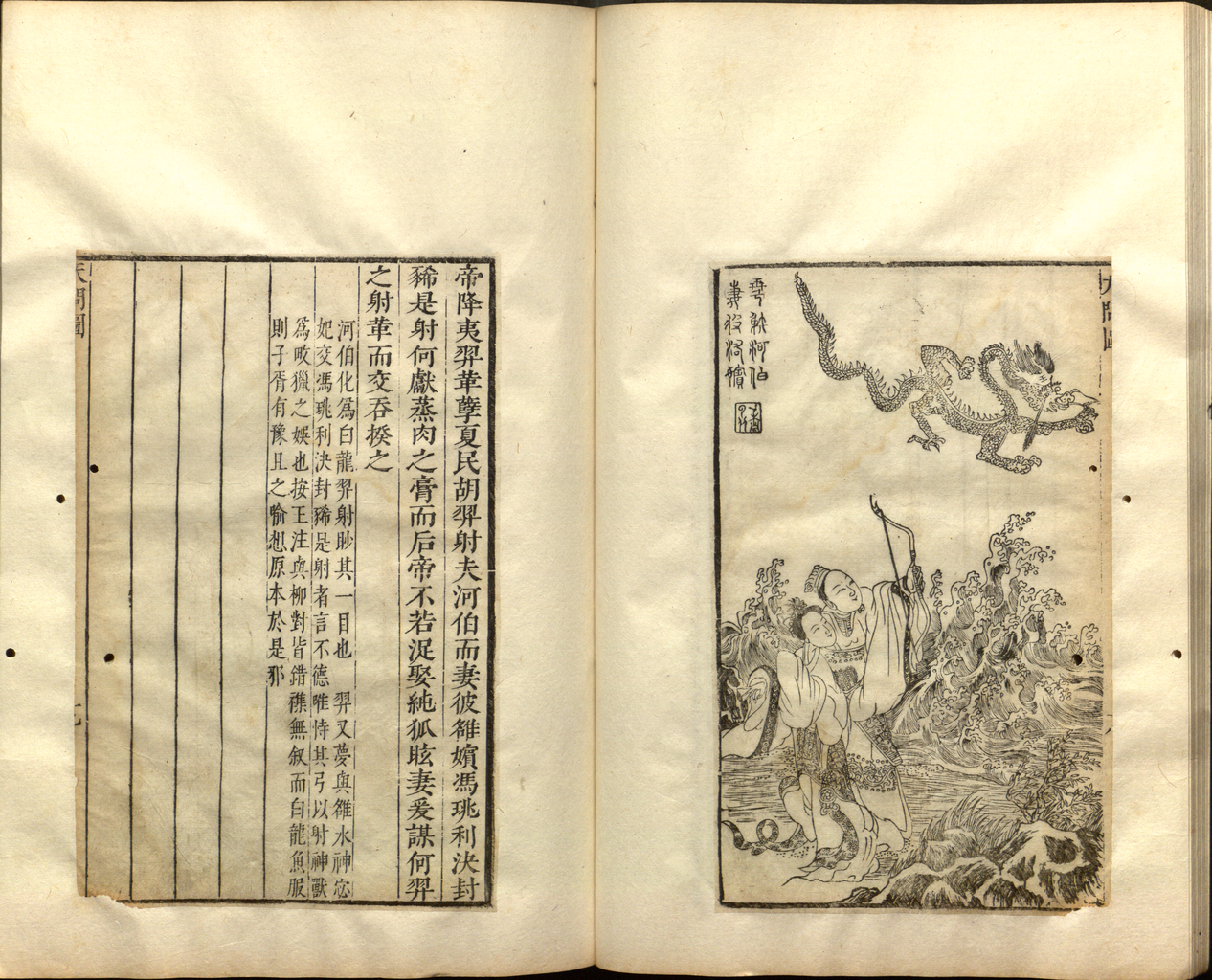
Bebilderte Ausgabe des Lisao von 1645 (Datierung Vorwort) mit Illustrationen von Xiao Yuncong (萧云从 Xiāo Yúncóng, 1596–1673)

Das Lisao (chinesisch 離騷 / 离骚, Pinyin Lí Sāo – „Trauer nach der Trennung, Trennungsschmerz“) ist eine Elegie (Klagelied) in den Chuci von Qu Yuan.
Im Lisao erzählt Qu Yuan, wie er von seinem Fürsten verstoßen wurde und sich auf eine lange Reise machte, die ihn in mythische Reiche führt. Zuerst wird erzählt, wie der Fürst auf die Warnungen nicht hört, woraufhin eine Klage angestimmt wird. Dann wird das Einsiedlerleben in den Bergen erzählt, wo sich Qu Yuan den Lehren eines Schamanen zuwendet und eine Reise zu den Quellen der Wahrheit antritt. Er begibt sich auf einem Drachenwagen auf eine Himmelsreise, aber der Eintritt durch das Himmelstor wird ihm verwehrt. Auch drei Brautfahrten scheitern und er reist bis zum Ende der Welt, wo ihm plötzlich sein Heimatstaat erscheint, woraufhin er eine letzte Klage anstimmt.
Das Lisao stellt nach Thematik, Form und Metrik eine Neuerung in der chinesischen Literatur dar.